# Fleur Adcock
Fleur Adcock (Auckland, Nueva Zelanda), 10 de febrero de 1934-10 de octubre de 2024) fue una poetisa y editora neozelandesa que ha vivido gran parte de su vida en Inglaterra.

## Biografía
Adcock nació en Auckland en 1934, pero vivió y estudió en Inglaterra entre 1939 y 1947. Es hermana de la escritora Marilyn Duckworth. Adcock estudió arte y cultura clásica en la Universidad Victoria en Wellington, en donde obtuvo una Maestría en Artes. Posteriormente trabajó como bibliotecaria en la University of Otago en Dunedin hasta 1961. Adcock estuvo casada en dos ocasiones: en 1952, contrajo matrimonio con Alistair Campbell; luego de divorciarse de Campbell, se casó con Barry Crump, pero la pareja se divorció en 1963.
En 1963, Adcock regresó a Inglaterra y empezó a trabajar como bibliotecaria en la Foreign and Commonwealth Office en Londres. Con la excepción de un breve regreso a Nueva Zelanda en 1975-1976, Adcock ha vivido en Finchley, al norte de Londres, desde entonces, trabajando como profesora y escritora.
Adcock ha recibido numerosos reconocimientos por su trabajo. En 1996, fue nombrada Oficial de la Orden del Imperio Británico. Así mismo en 2008, recibió la Orden del Mérito de Nueva Zelanda por sus contribuciones a la literatura neozelandesa.

## Obras
- Hoard (2017)
- The Land Ballot (2014)
- Glass Wings (2013)
- Dragon Talk (2010)
- Poems 1960-2000 (2000)
- Looking Back (1997)
- Selected Poems (1991)
- Time-zones (1991)
- Meeting the Comet (1988)
- The Incident Book (1986)
- Hotspur: a ballad (1986)
- Selected Poems (1983)
- Below Loughrig (1979)
- The Inner Harbour (1979)
- The Scenic Route (1974)
- High Tide in the Garden (1971)
- Tigers (1967)
- Eye of the Hurricane (1964)